# Venom (加藤和樹の曲)
『Venom』（ベェノム）は、加藤和樹の5枚目のシングルである。

## 概要
- ポニーキャニオンに移籍してからの第1弾シングル。
- 通常盤と初回限定盤の2種類がある。
- 韓国・台湾でもリリースされ、アジアでのCDデビュー作となった。[1]

## 収録曲
1. Venom
作詞：松井五郎 作曲：田中明仁 編曲：平出悟
TBS系『ランク王国』のオープニングテーマ
2. Oh yeah! Go way!
作詞：加藤和樹 作曲/編曲：大島賢治
3. Chain of Love（初回限定盤には収録されていない）
作詞/作曲：加藤和樹 編曲：大島賢治
4. Venom(Instrumental)
5. Oh yeah! Go way!(Instrumental)
6. Chain of Love(Instrumental)（初回限定盤には収録されていない）